# Kuraľany
Kuraľany (hongrois : Kural) est un village de Slovaquie situé dans la région de Nitra.

## Histoire
Première mention écrite du village en 1223.

## Démographie

### Évolution de la population
| Année:               | 1994. | 2004.   | 2014.    | 2024.    |
| -------------------- | ----- | ------- | -------- | -------- |
| Nombre de personnes: | 636   | 578     | 516      | 449      |
| Différence:          |       | -9,11 % | -10,72 % | -12,98 % |

| Année:               | 2023. | 2024.   |
| -------------------- | ----- | ------- |
| Nombre de personnes: | 454   | 449     |
| Différence:          |       | -1,10 % |